# Patricia Landázuri
Patricia Landázuri es una bióloga e investigadora colombiana, ganadora del Premio Nacional al mejor trabajo en Ciencias Básicas otorgado por la Asociación Nacional de Ciencias Biológicas ACCB. Su línea de investigación principal es la biología molecular, realizando estudios para profundizar en el funcionamiento bioquímico de las enzimas como apoyo para el diagnóstico médico.

## Biografía

### Formación académica
Landázuri nació en la ciudad de Cali y cursó una Licenciatura en Biología y Química en la Universidad del Valle, graduándose en 1980. Cursó una Maestría en Bioquímica en el Instituto Venezolano de Investigaciones Científicas y un Doctorado en Ciencias Biológicas en la Pontificia Universidad Javeriana. Ha realizado estudios de formación complementaria en instituciones internacionales como la Universidad de Brasilia, la Universidad de San Luis y la Universidad de Sevilla.

### Carrera
Su labor investigativa inició desde sus estudios de pregrado en el Laboratorio de Endocrinología de la Universidad del Valle. En 1987, Landázuri integró el Grupo de Investigación en Bioquímica de Enfermedades Cardiovasculares y Metabólicas en la Universidad del Quindío, del que más tarde se convirtió en directora. Allí profundizó su labor de investigación en enfermedades cardiovasculares y metabólicas, enfocándose principalmente en el estudio de las enzimas.
En el año 2002 Landázuri ganó el Premio Nacional al mejor trabajo en Ciencias Básicas, otorgado por la Asociación Nacional de Ciencias Biológicas ACCB, por la exitosa clonación de una enzima humana en una levadura para obtener la sustancia necesaria que supla la carencia de la misma en un ser vivo. Otros reconocimientos obtenidos por Landázuri incluyen una Mención de Honor otorgada por la Federación Venezolana de Unidades de Hipertensión en 1993, un Premio Doctor August Pi Sunyer del Instituto de Medicina Experimental de la Universidad Central de Venezuela en 2002 y un Premio Vida y Obra de la ACCB en 2015.

## Premios y reconocimientos destacados
- 1993 - Mención de Honor, Federación Venezolana de Unidades de Hipertensión.
- 2002 - Premio Doctor August Pi Sunyer, Instituto de Medicina Experimental de la Universidad Central de Venezuela.
- 2002 - Premio Nacional al mejor trabajo en Ciencias Básicas, ACCB.
- 2004 - Primer puesto, Tercer Encuentro Regional de Investigadores en Ciencias de la Salud.
- 2010 - Premio Águila en la Ciencia, ACCB.
- 2013 - Mejor trabajo científico publicado, Consejo De Desarrollo Científico, Humanístico Y Tecnológico de la UCLA.
- 2015 - Premio Vida y Obra, Asociación Colombiana De Ciencias Biológicas ACCB.
- 2017 - Tesis meritoria, Universidad del Quindío.